# غیبت عدن
غیبت عدن (به انگلیسی: The Absence of Eden) فیلمی محصول سال ۲۰۲۳ و به کارگردانی مارکو پرگو است. در این فیلم بازیگرانی همچون زوئی سالدانا، گرت هدلند، آدریا آرجونا و تام ویتس ایفای نقش کرده‌اند.